# Swetlana Nikolajewna Selesnjowa

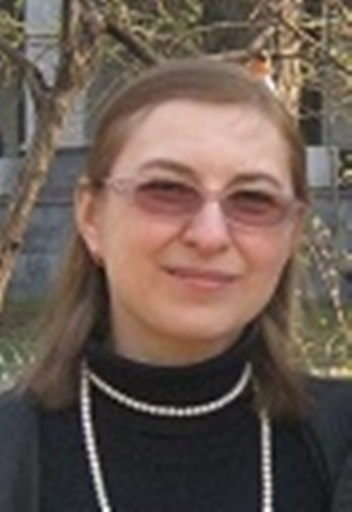
Swetlana Nikolajewna Selesnjowa (ca. 2005)

Swetlana Nikolajewna Selesnjowa (russisch Светлана Николаевна Селезнёва; * 9. September 1969 in Korosten) ist eine sowjetisch-russische Mathematikerin, Informatikerin und Hochschullehrerin.

## Leben
Selesnjowa schloss den Besuch der Mittelschule Nr. 25 der Stadt Schytomyr in der Mathematik-Klasse 1986 mit einer Goldmedaille ab. Sie studierte dann an der Lomonossow-Universität Moskau (MGU) in der Fakultät für Computermathematik und Kybernetik (WMK) mit Abschluss 1991 mit Auszeichnung.
Die Aspirantur an der WMK-Fakultät der MGU bei Sergei Wsewolodowitsch Jablonski und Waleri Borissowitsch Alexejew schloss Selesnjowa 1997 ab. 1998 wurde sie wissenschaftliche Mitarbeiterin der MGU am Lehrstuhl für mathematische Kybernetik der WMK-Fakultät. 2000 verteidigte sie mit Erfolg ihre Dissertation über Eigenschaften von Polynomen endlicher Körper und die algorithmische Komplexität der Eigenschaftsfeststellung bei Polynomen mit mehrwertiger Logik für die Promotion zur Kandidatin der physikalisch-mathematischen Wissenschaften. 2003 wurde sie Lektorin und 2008 Dozentin am Lehrstuhl für mathematische Kybernetik der WMK-Fakultät der MGU. 2016 verteidigte sie mit Erfolg ihre Doktor-Dissertation über Polynomdarstellungen diskreter Funktionen für die Promotion zur Doktorin der physikalisch-mathematischen Wissenschaften.